# Claude Antoine Terrasse
Claude Antoine Terrasse (L'Arbresle, 27 gennaio 1867 – Parigi, 30 giugno 1923) è stato un compositore francese.

## Biografia
Compositore di Opere liriche, ma fu noto in particolare per la sua produzione di operette, nel cui genere si espresse con eccezionale eleganza e buon gusto, tanto da essere considerato l'erede di Offenbach. I suoi lavori riscossero sempre un notevole successo.

Fu al contempo un assiduo organista in molte chiese importanti di Parigi e produsse anche musiche di scena.
Aveva compiuto i suoi studi musicali alla scuola di  Louis Niedermeyer. Nel 1896 conobbe il successo musicando l'Ubu roi di Alfred Jarry.
Fu cognato di Pierre Bonnard, che lo introdusse nell'ambiente artistico e, in particolare, in quello dell'avanguardia letteraria e pittorica.
Tra gli interpreti italiani che diffusero le operette di Terrasse si può menzionare Giulio Marchetti, soprannominato "l'Ermete Novelli dell'operetta italiana".
Morì a Parigi all'età di 56 anni e fu sepolto nel cimitero di Montmartre.

## Opere
- Vive la France !,  libretto di Franc-Nohain, Parigi, Théâtre des Pantins, 29 marzo 1898.
- Panthéon-Courcelles, fantasia musicale, libretto di Georges Courteline, Parigi, Grand-Guignol, 2 novembre 1899.
- La Petite Femme de Loth, opera buffa in 2 atti, libretto di Tristan Bernard, Parigi, Théâtre des Mathurins, 1900.
- Les Travaux d'Hercule, opera buffa in 3 atti, libretto di Robert de Flers e Gaston Arman de Caillavet, Parigi, Théâtre des Bouffes-Parisiens, 7 marzo 1901.
- Au temps des croisades, o Péché véniel, opera buffa in 1 atto, libretto di Franc-Nohain, Parigi, Théâtre des Mathurins, 1901.
- Chonchette, opera buffa in 1 atto, libretto di Gaston Arman de Caillavet, Parigi, Théâtre des Capucines, 11 aprile 1902.
- La Fiancée du scaphandrier, opera buffa in 1 atto, libretto di Franc-Nohain.
- Le Sire de Vergy, opera buffa in 3 atti, libretto di Robert de Flers e Gaston Arman de Caillavet, Parigi, Opéra-Comique, 16 aprile 1903.
- Monsieur de la Palisse, opera buffa in 3 atti, libretto di Robert de Flers e Gaston Arman de Caillavet, Parigi, 2 novembre 1904.
- Pâris ou le Bon Juge, opera buffa in 2 atti, libretto di Robert de Flers e Gaston Arman de Caillavet, Parigi, Théâtre des Capucines, 18 marzo 1906.
- L'Ingénu Libertin, o La Marquise et le Marmiton, favola galante in 3 atti, libretto di Louis Artus, Parigi, Théâtre des Bouffes-Parisiens, 11 dicembre 1907.
- Le Coq d'Inde, operetta in 2 atti, libretto di Rip, Parigi, Théâtre des Capucines, 6 aprile 1908.
- Le Mariage de Télémaque, opera comica in 5 atti, libretto di Jules Lemaître e Maurice Donnay, Parigi, Opéra-Comique, 4 maggio 1910.
- Les Lucioles, balletto di Mme Mariquita, Parigi, Opéra-Comique, 28 dicembre 1910.
- Pantagruel, opera in 5 atti, libretto di Alfred Jarry e Eugène Demolder tratto da François Rabelais, Opéra national de Lyon, 30 gennaio 1911.
- Les Transatlantiques, commedia musicale in 3 atti, libretto di Abel Hermant e Franc-Nohain, Parigi, Théâtre Apollo, 20 maggio 1911.
- Miss Alice des P.T.T, commedia musicale in 3 atti, libretto di Tristan Bernard e Maurice Vaucaire, Parigi, La Cigale, 14 dicembre 1912.
- Le Tiers-porteur, operetta in 1 atto, libretto di Jean Kolb et André de Fouquières, Parigi, Théâtre Michel, 26 aprile 1912.
- La Farce du poirier, opera comica in 1 atto, libretto di André-Ferdinand Hérold, Parigi, Théâtre des Bouffes-Parisiens, 19 luglio 1916.
- Manon en voyage, opera comica in 1 atto, Teatro Édouard VII, 27 dicembre 1917.
- Le cochon qui sommeille, (revisione del "Coq d'Inde"), operetta in 2 atti, libretto di Rip e Robert Dieudonné, Parigi, Théâtre Michel, 24 dicembre 1918.
- Faust en ménage, fantasia lirica in 1 atto, libretto di Albert Carré, Parigi, Théâtre de la Potinière, 5 gennaio 1924 (postuma).